# G1 (戦車)
G1は1930年代後半にルノーD2の代替として開発が行われていた中戦車である。シャールG1（Char G1,G1戦車）とも表記される。1936年から複数のフランス企業でそれぞれ別々の試作車両が開発されたが、1940年のフランス降伏までに完成した車両はなかった。これらの車両は当時のフランス戦車として最も先進的なものであり、完成していればソ連のT-34やアメリカのM4シャーマンのような第二次世界大戦の中盤以降に他国で用いられた標準的な中戦車と同程度の性能になったと考えられている。また砲安定装置や半自動装填装置、光学測距儀などの先進的な特徴も備えていた。

## 開発

### 20トン戦車
1935年の時点でいまだフランス歩兵は満足する性能の中戦車を受け取っていなかった。高性能な重戦車としてルノーB1が配備されており、歩兵支援用の軽戦車はルノー R35とオチキス H35およびFCM 36の生産開始が目前となっていた。しかし中戦車に関しては完全なる失敗作となったルノーD1およびその多少の改良で終わってしまったルノーD2しか存在していないため、新型中戦車の開発が必要となった。  この中戦車は戦略的な攻勢作戦や機動防御の中核となる5個機械化歩兵師団それぞれの独立戦車大隊を充足させるために少なくとも250輌が必要とされた。 フランスにはすでに騎兵科のために高性能なソミュアS35が開発されていたが、歩兵科はこれを採用しようとはしなかった。理由は２つあり技術的理由として登坂力の低さが指摘されており、もう片方の理由は歩兵科は戦車設計の上で騎兵科に対し優越することを望んでいたからである。
1935年12月18日に最初の仕様書が「20トン歩兵戦車」(Char Moyen d'Infanterie de 20 tonnes)としてまとめられた。主な要求された性能は整地で50 km/h かつ不整地で 20 km/h の速度、航続距離400 km 、2 m の塹壕超越能力、深さ 120 cm までの渡河能力、高さ 80 cmかつ角度 45° の登坂力、40 mmの装甲、47 mm 戦車砲および 7.5 mm 機関銃の搭載、化学兵器に対する防御、無線機の搭載などであった。20 トンという制限は鉄道輸送や橋やポンツーンの重量制限など輸送上の制約によるものである。全体的にはソミュアS35と似たような性能であった。

### 新たな要求
これに応じて1936年5月に兵器諮問委員会(Conseil Consultatif de l'Armement)は敵の戦車との戦闘に十分な火力と装甲を備え、かつ低コストと高機動力のため20トン以下の軽量な戦車の開発が必要であるとフランスの軍需産業にむけて要望した。この時期にはルノーB1の問題点として鋳造や溶接ではなくリベット止め車体だったために想定より2トン重量が超過したことや複雑で大型ゆえに高コストであるという点が強く認識されるようになっていた。20トン戦車はB1より軽く高速でコストも低く容易に生産可能で乗員の訓練も容易となると考えられた故に、新型20トン戦車は重戦車も代替する次世代の戦車となりうる性能であるべきと決定された。
10月に特別委員会は「20トン戦車」の仕様変更を表明した。最高速度は少なくとも40 km/h 、航続距離 200 km 、ルノーB1bisと同等の防御力（全周で60 mm の装甲）、 250 cm の塹壕超越能力、化学兵器に対する完全な防御、鉄道輸送に支障をきたさない寸法、機関銃2丁および想定しうるあらゆる敵中戦車を撃破可能な高初速砲の装備というものである。
その仕様はこの戦車が従来のフランス戦車を超える強力で先進的なものになることを意味していると同時に、あまりにも意欲的な要求ゆえにすぐには完成しないだろうということもはっきりしていた。そのため当時フランスで行われていた歩兵科の戦車部隊の将来像に関する議論の決着が付くまで開発を待つということは避けられた。シャルル・ド・ゴールのような将校たちは歩兵科も騎兵科の軽機械化師団(Divisions Légères Mécaniques)やドイツ軍の装甲師団(Panzerdivision)のように師団自身の機械化歩兵や自動車化砲兵を持ち単独であらゆる任務に柔軟に対応できる戦車師団を創設すべきであると主張していた。しかしそうでない他の将校たちは騎兵の模倣をすることは無駄であり、歩兵は突破という自らの任務に専念するべきであると主張していた。限られた予算で戦車師団を創設するよりも、十分な数の歩兵支援軽戦車を歩兵師団内部の独立戦車大隊へ配備したほうが効果的な諸兵科連合が実現できると考えていたのである。なかには重戦車のみを生産したいと考えている将校もいた。この新型戦車は高い機動力と突破に十分な重装甲を両立することが要求されていたが、この特性はドイツ式の戦車師団を創設するときにこそ必要とされるものであり、完成したとしても大規模な量産にはこの議論の決着が必要だったのである。
このように実際に採用されるかの不確実性はあったとしても、フランス軍の将来の主力になりうる戦車の開発計画であったため大規模な受注による利益を期待して世界恐慌下で苦しんでいた企業がこぞって参加した。1936年の終わりから1937年初頭までに、Baudet-Donon-Roussel (BDR) 、FCM、フーガ、ロレーヌ・ディートリッヒ 、ルノー 、Sociétéd'Etudes et d'ApplicationsMécaniques(SEAM)、ソミュアの7社が設計案を提出した。  バティニョールも設計案を発表したが、実際には提出しなかった。
委員会は1937年2月20日に各社の提案に対して報告書を発行した。設計案のうち2つについては参加企業が1年以内に排除されてしまったため、この報告書が主要な情報源となっている。ソミュア案はソミュア S40とSau 40自走砲の中間のようなもので、基本的にはS35の登坂力を強化したものだった。FCM案について詳細はわかっていないが、おおむね20%大型化したFCM 36で重防御のFCM F4砲塔を搭載していた。
BDR案、 フーガ案およびロレーヌ案はその実現可能性についてさらに情報が提供されるまでは検討段階にとどめ置かれた。SEAMとルノーの設計案はその試作車両の製造許可が下りるまでに進行しており、また軍とも密接に情報交換をしたため正式に仕様が公開される前であっても設計に取り組むことができていた。11月に委員会がSEAMと契約する設計所の所長であるPrince André Poniatowskiに影響されて車体搭載の75 mm砲を主武装とすることを決定したことはルノーにとっては不利であった。SEAMの試作車両は1937年10月31日までに120万フランスフランの単価で納入され、うち20パーセントが国によってすすめられた。
この車体装備の75m砲という新たな要求は当初この2トンもの重量増加につながる大型の火砲を設置する容積を考慮せず車体を設計していた設計者たちにとって大きな問題となった。さらに装甲への要求が50％上方修正されたために更に2トンの重量増加が予想された。1937年2月20日の時点での設計案はすべて20トンの重量制限を満たすことができず、23〜25トンの案になっていた。
ルノー案は75mm砲の搭載を車体ではなく砲塔とすることで対応した。1936年にルノーはこれを代替案として提案し、評価も高かった。これに励まされてルノーは1937年に仲介人を通して歩兵科の高官を買収し、委員会に設計方針の転換を働きかけさせPoniatowskiから主導権を取り戻した。  彼は委員会に砲塔への75mm砲の搭載を単なる選択肢の一つではなく必要不可欠だと納得させたのである。これによりルノーは完全な新規設計を強いられて大幅な遅延を生じさせられていた他のライバルに対する圧倒的な優位を得ることができた。
1937年後半にこの計画は、Char G1と改名され、設計案についてもロレーヌ案はG1L、ルノー 案がG1R、BDR案はG1B、フーガ案がG1F、SEAM案がG1Pと公式に命名された。ソミュアとFCMの設計案は曖昧過ぎるか新規性に欠けたため拒絶され、この2社の生産能力は既存の戦車の生産のために集中された。
1938年2月1日に歩兵科は三度目の大規模な仕様変更として最大重量を35トン、砲塔に32口径75mm砲を搭載との新たな仕様を発表した。
これらの新たな要望は参加企業に設計の遅延を引き起こした。見通し不透明な中でこれ以上このような複雑なシステムへの投資を続けることを避けはじめたのである。そのため、1938年6月8日にフランス政府は進捗を加速させるためリュエイユ工廠(ARL,Atelier de Rueil)の軍事技術者Maurice Lavirotteを派遣し参加企業を支援させた。参加企業が装甲版を入手できなければ試作車両の段階では単なる鋼板でも許可した。  この時点ではルノーは製造可能となる日程について一切示すことができず、フーガとBDRの設計案はかなり重量が増加しており、 SEAMは1940年中頃、ロレーヌは1941年内には製造が開始できるようになると考えていた。
1938年7月12日には仕様に関するはるかに詳細なリストが提供された。概して強力な武装と対戦車砲に耐える防御力、そして優秀な戦略・戦術機動力を持つことを要求している。詳細には砲塔に長砲身の半自動式75mm戦車砲および対空火器としても運用可能な7.5mm機関銃を装備、それとは別の機関銃を車体正面もしくは砲塔に搭載。主砲の弾薬数は100発、機関銃のマガジン30個を搭載。空虚重量で30トン、戦闘時の重量が32トン。エンジンは電気的にも手動でも始動することができなければならず、履帯は完全に接触可能。整地速度で40 km/h、長距離の移動でも平均速度で30 km/h、不整地でも20 km/hで走行可能。200kmないし不整地を8時間走行可能とする2つの燃料タンク。乾燥地で高さ90 cmかつ勾配85%まで、濡れた坂道でも勾配65%までの登坂力。250 cmの塹壕超越能力と深さ120 cmまでの渡河能力。寸法制限も初めて明確な数値として示され、鉄道輸送の都合から戦闘室の高さは120ｃｍ未満、横幅は294 cmを超えてはならず、同時に側面ドアも十分に開くことが可能なことと設定された。
化学兵器防御および装甲厚の仕様は60mmのまま維持されたが追加要求として、アップリケ装甲としないこと、および鋳造ないし電気溶接とすることが求められた。自動消火装置の搭載も要求された。
乗員には先進的な視界装置および射撃管制装置が必要とされた。副武装として7.5mm機関銃が搭載されたキューポラは大型のエピスコープを装備し、必要なら車長が砲手を兼任できるようにするため砲塔と連動して75mm砲を敵に指向させることを可能とする。キューポラには光学測距装置も搭載される。主砲は32口径の75mm砲で後に搭乗する他国の中戦車と比べて砲身は短めだが,エドガー・ウィリアム・ブラントが開発した口径より細いタングステンの弾芯を用いた徹甲弾(APCR)を使用することで高い砲口初速を実現していた。
1938年夏にはどの設計案も大規模な再設計なしにこれらを満たすことはできなかった。

### G1P
SEAMによって推し進められた G1Pは設計者のPoniatowskiの頭文字をとって命名された。SEAMは1935年の時点で最初の仕様についてすでに知っていた優位もあり、1936年12月3日にヴィンセンヌの自動車試験委員会(Commission de Vincennes)にむけた試作車両を未完成であったとはいえ実際に製造するのに十分なだけ進捗していた唯一の企業であった。予定通りのエンジンも武装も搭載していない（ターレットリングの上に大型のガラス窓がついた球形のダミー砲塔を設置）にもかかわらず20トンの重量があり、現状の仕様要求では28トン以下にさえ押さえるのは不可能だろうというARLの提言が裏付けられた。想定されていた280馬力エンジンではなくイスパノの120馬力エンジンが搭載された。理論上はより効率よく出力を発揮できるガス・エレクトリック方式を採用していたにもかかわらず仮置きのエンジンそのもの馬力の低さにより12月3日から10日の試験では整地で14 km/h 、不整地では10 km/hという失望的な結果に終わった。しかもトランスミッションだけで2.4トンあり、従来の機械式トランスミッションより1.5トンの重量増大を招いた。しかしステアリングは単純で他の多くの電気式とは異なり信頼性の問題はなかった。滑らかにカーブした鋳造の傾斜装甲を多用した設計を採用していた。車体右側には主武装として75mm砲が搭載されている。乗員は車長が機関銃砲塔の操作を兼任し、運転手、砲手、通信手の4人乗りだった。全長は577 cmだった。
未完成の状態という結果を受けて委員会は最終決定を下すことはできないと判断。より車体長を延長し、より柔軟なサスペンションを装備し、防火壁を95 mm 後退させ戦闘室を広くし75mm砲の運用がしやすくした新たな試作車両を作ることをSEAMへ勧告した。
1937年6月6日にはこの計画は最高司令部である陸軍高等会議(Conseil Supérieurde la Guerre)にとって歩兵科の戦車師団(Divisions Cuirassées)が将来装備する戦車となりうると考えていた。  1937年から1938年にかけて、同社はARLと協力して再設計しサスペンションを変更、280馬力のイスパノスイザ製エンジンへと換装した。この再設計された車両は片側6つづつの転輪を装備していたことがわかる写真が残されている。1938年5月24日に委員会は砲塔を47 mm SA35戦車砲を備えたAPX 4砲塔をその無線機とともに換装し車体の主砲以外の武装も装備することを命じた。試作車両の寸法も変わり幅は2.94 m から2.92 m へ減少、車高も2.76 m から 2.73 m となった。より大型の砲塔となったことを補うため車体の高さも183 cmから147 cmとなっている。
1939年初頭の段階になっても委員会はまだ約250輌を発注すべきかどうか検討していた。しかし、この間にSEAMは深刻な財政難となっていた。1938年7月に主砲の75 mm 砲を砲塔に搭載するという新たな仕様が定められたときにこの企業はもはや完全な再設計に必要な費用を捻出できない状態で、既存の試作車両もすでに重量過多であり容易には適合させられそうにはなかった。同社はARLに支援を求め兵器諮問委員会も1月19日にARLへこれに応じるよう命じ。SEAMは試作車両を引き渡しARLが大型砲塔のARL 3砲塔を搭載させることとなった。1939年9月10日に戦争が勃発するとこの開発は中断されてしまう。1939年12月22日に再開されましたが単に技術実証としてのものであった。フランスが降伏した時、車両は未完成のまま砲塔なしの状態でしかなかったが、G1計画の設計案で唯一の走行試験までこぎつけた案だった。

### G1F
1937年末にもフーガはまだ詳細な設計案を提出していなかった。図面は現存していないが初期案ではルノーB1と同様に車体固定の主砲を車体を停止させたままステアリングさせることで指向するもので、B1に搭載された高価なNaederトランスミッションではなく英国のウィルソン式プレセレクタギアボックスを装備する予定だった。委員会はカーデンロイド式の履帯を脆弱すぎると拒絶する。  にもかかわらず、フーガは試作車両の製造命令を受けた。1938年には砲塔に75 mm砲搭載と定められると重量は35トンへ増加すると見込まれた。1939年に他の設計案より早期に開発は中止された。

### G1B
BDRは上部転輪が高く配置された履帯など大まかにはルノーB1を参考にした設計だったが、毎日グリース刺しが必要なB1と異なり密封されたボールベアリングを使った転輪を片側7つづつ備えていた。この履帯はライナーとしてひとつながりの連続したゴム(Pendelastic) で内張されている。  この設計案の寸法は全長 556 cm、全幅は 280 cm で高さは 285 cmである。これは提案の中で最も大きく重量も28.5トンでは最も重かった。履帯幅は35 cm。渡河能力は通常は深さ145 cmまでであり、BDRは堤防を越えて渡河できるように完全に防水することを可能にできるとも考えていた。  動力は車体横向きに搭載されたポテ空冷12気筒320馬力エンジンが予定されていた。トランスミッションはガスエレクトロリック式およびGebus-Roussin方式。燃料タンクは容量520リットル。主砲は要求に合わせて75 mm SA35を車体に装備し装弾数は70発。1937年の設計では砲塔は47 mm SA35を装備するAPX4砲塔を搭載し装弾数102発。  車体は砲塔を左側にずらせば75 mm 戦車砲を中央に配置するだけの十分な幅があったが、この設計案ではそれを採用しなかった。
委員会が75 mm砲を砲塔に搭載するよう仕様変更したときBDRはこの案は車体がすでに大型ゆえに砲塔も大型化すると重量過大となると警告した。委員会は1938年夏にこれをどうにかして改善するようにBDRに促したが、問題は克服できないことがわかった。この重量過多による機動力の低下を多少なりとも補うため、より強力なルノーの350馬力エンジンへの換装が提案された。1939年4月13日にARL3砲塔の搭載が試みられたとき試作車両の車高は325 cmとなり鉄道輸送を困難にするほど車体を広くしなければ搭載できず、さらに重量に関しても37.5トンとポンツーン輸送の制限を超過することが明らかとなった。 試作車両が1939年3月に国防省によって発注されていたが、1939年9月10日に中断された。保安上の理由から密閉された部屋で組み立てたために出口から出すことができず委員会に提出さえされていない木製のモックアップしか完成せず、完全な試作車両は製造されていない。しかし、その後にG1BをもとにしたARL 40駆逐戦車が開発されている。

### G1L
ロレーヌの設計案は1933年の軽歩兵戦車の設計に基づいており、 これは長く低い車体で高い塹壕超越能力を備えていた。しかしそのために車体に75mm砲を搭載する空間が確保できず、より小口径の47mm戦車砲としたがAPX4砲塔にも同一の砲を搭載していることを鑑みると余分なものに見えた。履帯はカーデンロイド式でG1Fと同様に脆弱さを理由に差し戻された。トランスミッションも当初はクリーブランド式が提案されていたが拒絶され、代わりにプレセレクタ式のCotalギアボックスが搭載された。エンジンは230馬力のイスパノスイザ製が予定されていた。  全長は550 cm、全幅は 250 cmである。
この案は鋳造装甲だけでなく溶接鋼板も多用するという点で他の設計案と異なっていた。  1937年には鋳造装甲は品質管理が難しく生産設備も限られており、他の多くのフランス戦車も鋳造を多用しているため生産数が制限されそうだということが明らかになった。また、ロレーヌ案の電気機械式トランスミッションはすでにロレーヌ 37Lトラクターに採用され量産もされており開発に躓く危険が少なかった。この時期には国際的な緊張が高まり続けており、警戒のため近代的な装備の導入の必要性が強まった。その結果、1937年末にこの設計案は認められロレーヌと260万フランの全面的な開発契約が結ばれ、1938年末までに試作車両の納入をすることになった。
1938年の夏には普通鋼で作られたモックアップが完成し、同社は1941年に生産が開始できるかもしれないと考えていた。しかし1939年の仕様変更によりこの見込みは崩壊した。G1Lを75mm砲装備の砲塔に設計変更したとき重量は36トンへと増大した。最初の提案の時点では車体の空虚重量は16トンと見積もられていた。重量増大を補うため強力なパナールの450馬力エンジンへ換装することが計画されたが、当初想定されたエンジンより大型のエンジンを車体に搭載するために車体後部の高さが伸び大型のFCM砲塔の完全旋回を妨げることになった。エンジンと砲塔の換装により車高は290 cmに増大した。履帯の接地厚も平方センチあたり60 kg にもなり許容量の3倍になるなどサスペンションも過負荷になる恐れが生じた。 1939年初頭にロレーヌは砲塔をARL3砲塔の派生型とすることで計画を存続させることにしたが、モックアップ段階でもARL3砲塔が搭載されたことはなかった。このロレーヌ砲塔は軽く重量削減に役立ったが、小型のため俯角は制限された。 1939年4月13日に委員会はG1Lの開発放棄を勧告したが、これは国防省により拒否された。最終的には戦争の勃発後の9月10日に中断された。

### G1R
ルイ・ルノーは自らのルノーD2および製造に多大にかかわっているルノーB1と競合する脅威としてこの計画を注目していたが、もう一方では失敗に終わったAMC34およびAMC35と他のルノー製戦車への信頼性への不満から傷つけられたフランスでもっとも著名な戦車製造者としての名声を取り戻す機会としても受け取っていた。
1936年12月10日にルノーは最初の設計案を委員会に提出した。その直後に会社の軍事部門が国有化され、その工場の名称がAMXに変更された。ルノーはそれでも兵器開発と軍用車両の製造の分野において自社に残された部分を用いて非常に精力的に活動した。すぐにG1計画戦車のルノー版モックアップが完成し、工場内部での名称はルノーACK1だった。この名称は単ユンにルノーの軍用試作車に対して年代順に付与される類のものでそれ以上の意味は存在しない。
ルノーの当初の設計案はルノーR35に基づいていた。この歩兵戦車に似た滑らかに婉曲した鋳造車体だがかなり大型化しており、片側6枚ずつの転輪と、新型の幅広履帯の開発を避けるための二重の履帯を備えていた。これは近代的なトーションバーサスペンションだったが、同時にG1Lの初期案のように時代遅れのクリーブランド式トランスミッションであった。  サスペンションを保護する装甲版は車体の主装甲版と一体部品となっている。
車体は一見すると円形の従来型砲塔に似ている、鋳造された平らなドーム型の上部構造がかぶせられていた。Balland大佐による案だが主砲である47ｍｍ砲は車体底部から旋回のための中心軸が伸びており、トーチカに隠された火砲のように水平に切られたスリットを通して旋回することになっていたが、しかし現実的にはこの初期案は修正を迫られた 。Jean Restany技師の設計した第二案では「疑似砲塔」は電動砲架を用いて主砲を回すことで旋回する設計となった。この設計のため砲塔は重い防盾を装備する必要がなく、砲の重量を支える必要もなくなり軽量化が見込まれた。上部構造の右側に垂直シリンダー構造が突き出ていて、その上部に連装機関銃が装備された車長用のキューポラが備わっていた。上部構造の右側に砲手兼任尾車長、左側には装填主が配置されており、標準的なAPX1,APX4砲塔に搭載の47mm SA35よりもかなり強力なシュナイダーの47mm対戦車砲を搭載する空間的余裕があった。この優れた火力はルノー案の優位点であり過去のルノーの経験のように早期の生産契約につながると期待されたが、Poniatowskiのロビー活動によって仕様変更され75mm砲を車体へ装備することになったのはルノーにとっては不幸なことであった。ACK1の車体はこれを実現するには平た過ぎたのである。計画を救うためルノーは強力なカウンターロビー活動を行った。1936年12月10日にすでに部分的に行われており砲塔に少なくとも29口径より長砲身の75 mm 砲を搭載することを提案している。  主武装を単一にすることで24トンの計画が19.6トンにまで減少させることも可能かもしれないと主張していた。
委員会は1937年にトーションバー式サスペンションの採用について躊躇しており、またクリーブランド式トランスミッションと二重履帯構造については差し戻した。重量は少なくとも25トンになると結論付けたが、革新的な武装の搭載方式を鑑みて試作車両が発注された。
1938年2月1日の仕様変更は新しい要求を満たすために他の企業の設計案が大幅な設計変更を強いられる一方で、大型車体のルノー案にとっては比較的容易であったためルノーとしては歓迎できた。ルノーはG1Rを1940年に生産開始できると約束したので、1年遅く生産されるG1Lから主要生産型としての立場を奪い取ることができた。
しかしこのとき委員会は見積もられていた重量は買収された歩兵科将校の意図的な欺瞞工作であり、実際には最善の場合でも28トンになることに気づいた。また主張された生産開始予定日もかなり楽観的なものであることものちに明らかになった。1938年4月、ルノーはトーションバー式サスペンションは重量削減に有用であり、また乗員を4人に削減し車内の砲弾搭載数を抑えることで軽量化できると主張した。しかし委員会は車体側面装甲（サスペンション外側の50mm装甲版の内側）が10ｍｍという要求値は薄すぎたとし、他社も同様に重量制限を30トンとすることを決定した。そのため、競合案と比較して重量上の優位はほとんどなくなった。
1938年の夏にはルノー案にさらなる問題が生じた。新たな要求として砲塔に高い安定性と測距装置の搭載が持ち上がったが、鋳造砲塔は容易にはそのような改造ができなかった。  2.5トンの疑似砲塔が砲身の駆動により旋回すると照準が乱れやすい傾向があった。この問題は1939年にAPXの助けを借りて解決され、砲架の垂直軸が砲塔の屋根に直接接続される設計となった。同時にクリーブランドトランスミッションは放棄されました。  1938年と1939年にかけてルノー案の進捗は非常に遅かった。
1939年9月10日に他の設計案は中断されてしまったがG1Rは開発が継続された。おそらくルノー社は他の企業と異なりいまだ生産能力に余裕があったためと考えられている。

## 砲塔設計
30年代のフランスでは基本的に砲塔と車体の設計は別々に行われ、砲塔は多くの車両に搭載できる汎用的なものとして開発されていた。1938年6月1日に委員会は新たな要求の下でG1戦車へ搭載する砲塔の開発チームとして、ARL、FCM、ルノーの3組を招集した。  彼らの役目は必要とされる変更を行うことと、既存ないし新型75mm高初速砲に関する研究であった。
1939年7月にARLは砲塔バスケットを備えた重量5.7トン、ターレットリンク径188 cm のARL3砲塔、およびFCM F1計画のためにも用いる主砲の両方を開発した。FCMは先進的な半自動装填装置の搭載のため巨大なFCM F1の副砲塔として開発されていた溶接砲塔を使用することも検討しており、これは八角形に溶接され重量7.5トン、ターレットリンク径185  cmだった。さらに予備プランとして標準的な75mm野砲を備えているFCM 2Cのために開発されたF4砲塔も考慮されていた。

## 戦術的役割
1939年の仕様はもはやG1計画は歩兵師団内部の独立歩兵大隊を充足させるという目的のものではなくなっていたことを意味した。この随伴戦車(Char d'accompagnement)の役割としてはAMX 38が開発されており、これはおよそ20トンで47 mm砲装備と以前の「20トン戦車」のコンセプトに近いものであった。戦争の脅威が差し迫っており既存戦車の増産に力がそそがれたためG1がルノーB1を代替するということもなくなった。将来的にG1がどのような戦術的な役割を果たすのかということについて公式に述べられたことはなかった。戦略的な観点からのみG1の配備は正当化することができ、それはドイツを打ち倒すため計画された戦略的攻勢の第三段階のためのものだった。すなわち1940年に既存の戦車を用いてドイツ軍の攻勢を受け止め切ったのちに、41年に超重戦車FCM F1によりジークフリート線を突破、そして42年から43年に技術的に優れた新型戦車G1が戦果を拡大し最終的な勝利を得るのである。

## 将来戦車
1939年9月に戦争が勃発したことによりすべての設計案が影響を受けた。12月15日に戦車検査団はこの戦争では新型中戦車としての随伴戦車(Char d'Accompagnement)、新型の重戦車(Char de Bataille)、そして超重戦車(Char de Fortification)の3タイプを例外として既存戦車のみが生産されるべきだと決定した。これら3つのタイプを研究するために新たな戦車研究委員会が設立され1940年2月28日に最初の会合が開かれた。委員会はこの随伴戦車を47mm砲塔を装備、重戦車は少なくとも90 mm砲を車体装備とした。  よって、この2車種の中間に位置するG1は生産されないこととなった。
当然、ルノーはこの決断を覆すために最善を尽くした。1940年4月1日に小委員会はG1計画は完成が間近に迫っており今更これを中断するのは愚策であるとするルノーの主席エンジニアであるSerreを受け入れた。最初の装甲セットが1940年7月にシュナイダーによって製造されることとなっており、サスペンションとギアボックスはほぼ完成している。そして新たに350馬力のエンジンが試験されている。（ただし彼はこのエンジンが既存のルノーB1のエンジンで十分だと考えていたルイ・ルノーから抵抗されていたことには言及しなかった。）   重量は35トンから削減されおそらく32トンに抑えられるはずである。すべての理論的研究は5月に完了し、そして最初の車両が9月に完成できるようになった。この委員会はルノーによる誤魔化しが判明する以前の時のように簡単には承諾せず、たとえ試作車両でなく生産型が命令通りに完成したとしても、その先進的な技術的特徴にかかわりなく排除すると答えた。 1940年6月の停戦により開発のすべては終了した。
しかし、2008年にフランスの戦車史家の Stéphane Ferrardは他の解釈を示した。ルノー案が唯一の開発継続を認められた案であった事実は、フランスの敗北が起きなければG1Rは上記の決定にもかかわらず量産命令を受けていた可能性が高いことを示しており、おそらくARL3砲塔で400馬力エンジンという形であっただろうと主張する。  その場合はさらに40口径75mm砲搭載の三人乗り砲塔のARL42砲塔への換装が行われ、その結果として1942年には当時他国で生産されていたT-34やM4シャーマンとほぼ同等の性能を持った中戦車となっただけでなく、戦後のAMX 30を彷彿とさせる測距装置や砲安定化装置のような更に先進的な要素を持つ戦車となっていただろうと主張する。

## 登場作品

### ゲーム
『World of Tanks』
フランス中戦車Renault G1として開発可能。

## 引用元
1. 1 2  Pierre Touzin, 1979, p. 165
2. ↑  Stéphane Ferrard, 2007a, p. 38
3. ↑  Stéphane Ferrard, 2007a, p. 39
4. ↑  Stéphane Ferrard, 2007a, p. 40
5. 1 2  Stéphane Ferrard, 2007a, p. 44
6. 1 2 3  Pierre Touzin, 1979, p. 166
7. 1 2 3  StéphaneFerrard、2007b、p.67
8. ↑  Stéphane Ferrard, 2007a, p. 43
9. 1 2 3  Stéphane Ferrard, 2008a, p. 48
10. ↑  Jean-Gabriel Jeudy, 1997, p. 55
11. ↑  StéphaneFerrard、2007b、p.71
12. ↑  Stéphane Ferrard, 2008a, p. 49
13. 1 2  Stéphane Ferrard, 2008a, p. 50
14. 1 2 3 4  Stéphane Ferrard, 2008a, p. 53
15. 1 2  Stéphane Ferrard, 2008a, p. 54
16. ↑  Stéphane Ferrard, 2008a, p. 55
17. 1 2  Stéphane Ferrard, 2008b, p. 73
18. 1 2  Stéphane Ferrard, 2007a, p. 46
19. ↑  Jean-Gabriel Jeudy, 1997, p. 56
20. 1 2 3  Stéphane Ferrard, 2008b, p. 74
21. ↑  Stéphane Ferrard, 2007b, p. 70
22. 1 2 3  Stéphane Ferrard, 2008b, p. 78
23. ↑  Stéphane Ferrard, 2007a, p. 42
24. ↑  StéphaneFerrard、2007b、p.66
25. 1 2  Pierre Touzin, 1979, p. 167
26. 1 2 3 4  Stéphane Ferrard, 2008a, p. 51
27. ↑  Stéphane Ferrard, 2007b, p. 62
28. ↑  Stéphane Ferrard, 2007b, p. 64
29. 1 2  StéphaneFerrard、2007b、p.65
30. ↑  Stéphane Ferrard, 2007b, p. 63
31. 1 2 3  Stéphane Ferrard, 2008a, p. 52
32. ↑  Stéphane Ferrard, 2008b, p. 76
33. 1 2  Pierre Touzin, 1979, p. 168
34. ↑  Stéphane Ferrard, 2008b, p. 72
35. ↑  Pierre Touzin, 1979, p. 186-190
36. ↑  Stéphane Ferrard, 2008b, p. 79
37. ↑  Stéphane Ferrard, 2008b, p. 77